# Brenoux
 Brenoux  es una población y comuna francesa, situada en la región de Languedoc-Rosellón, departamento de Lozère, en el distrito de Mende y cantón de Mende-Sud.

## Demografía
| 186 | 173 | 148 | 173 | 260 | 304 |
| Para los censos de 1962 a 1999 la población legal corresponde a la población sin duplicidades (Fuente: INSEE [Consultar]) |     |     |     |     |     |